# Anskaffningsvärde
Anskaffningsvärde är de kostnader som uppstår när någonting införskaffas. Det kan vara inköpspriset, men även andra kostnader som har uppkommit vid anskaffningen (till exempel installation, frakt, tull, konsulttjänster) kan räknas in.
Termen används inom bokföring, skatterätt och civilrätt. Inom investeringskalkylering kallas detta oftast grundinvestering.